# Lionel Richard
Lionel Richard (* 1938) ist ein französischer Historiker, Kulturwissenschaftler und Schriftsteller.

## Leben
Richard ist emeritierter Hochschullehrer der Université de Picardie Jules-Verne in Amiens. Seine Schriften werden regelmäßig in namhaften französischen Publikationen und Verlagen veröffentlicht, wie Le Magazine littéraire, Le Monde diplomatique oder Encyclopædia Universalis.
Seit 1971 befasst sich Richard regelmäßig mit der deutschen Geschichte des 20. Jahrhunderts, insbesondere dem Nationalsozialismus und seiner vernichtenden Wirkung auf Humanität und Kultur. Er beschrieb unter anderem das Alltagsleben der Weimarer Republik, die Herkunft Hitlers und Goebbels als Manipulator, verfasste eine Enzyklopädie des Bauhauses und beschrieb die deutschen Expressionisten. Eine Reihe seiner Schriften wurden in verschiedene Sprachen übersetzt und erlangten den Status von Klassikern in ihrem Bereich. 2010 benannte er erstmals – in Le Monde diplomatique – Maximilian Scheer als Hauptautor der wesentlichen 1936er-Publikation Das deutsche Volk klagt an. Für den Reprint dieser Schrift im Jahr 2012 verfasste er ein Vorwort.

## Werke

### Gedichte
- La Voix des flammes, Éditions José Millas-Martin, 1957
- Le Bois et la Cendre, Éditions Action poétique, 1959
- « Orphiques », veröffentlicht in Marginales, Februar 1967, N° 112, 15–19

### Essays und Sachbücher
- Nazisme et littérature, Éditions Maspero, 1971
- D’une apocalypse à l'autre – Sur l’Allemagne et ses productions intellectuelles de la fin du XXe siècle aux années trente, 10–18, 1976. Réédition: Somogy, 1998
- Le Nazisme et la Culture, Éditions Complexe, 1999
- Encyclopédie du Bauhaus, Somogy, 1986
- La Vie quotidienne sous la République de Weimar, Hachette, 1991
- L’Expressionnisme, Collection Petite encyclopédie, Somogy, 1993
- Cabaret, cabarets, Plon, 1991
- D’où vient Adolf Hitler ?, Autrement, 2000
- Expressionnistes allemands – Panorama bilingue d’une génération, Complexe, 2001
- L’aventure de l’art contemporain de 1945 à nos jours, Le Chêne, 2002
- De l’exotisme aux arts premiers, Éditions Le Chêne, 2004
- Arts premiers : l’évolution d’un regard, Le Chêne/Hachette, 2005
- L’art et la guerre : les artistes confrontés à la Seconde Guerre mondiale, Hachette, 2005
- Suite et séquelles de l’Allemagne nazie, Éditions Syllepse, 2005
- Nazisme et barbarie, Complexe, 2006
- Goebbels, Portrait d’un manipulateur, André Versaille éditeur, 2008
- Avant l’apocalypse : Berlin 1919–1933 , Autrement, 2013